# Duraektasi
Duraektasi (engelska: dural ectasia) är en utvidgning av de bindvävshinnor som omger ryggmärgen och ryggvätskan. Den kan förekomma längs med hela ryggraden. Duraektasi är ett av de tydligaste tecknen på Marfans syndrom och utvidgningen kan medföra ryggskott, huvudvärk och neurologiska symptom som tarm- och blåsproblem.